# Chris Whitney
Christopher Antoine "Chris" Whitney (Hopkinsville, Kentucky, 5 de octubre de 1971) es un exjugador de baloncesto estadounidense que disputó once temporadas de la NBA, además de jugar en la CBA. Con 1,83 metros de estatura, jugaba en la posición de base. Actualmente es Director de Desarrollo de Jugadores de los Charlotte Bobcats.

## Trayectoria deportiva

### Universidad
Tras jugar dos años en el Community College de Lincoln Trail, disputó dos temporadas con los Tigers de la Universidad de Clemson, en las que promedió 14,6 puntos, 6,1 asistencias y 3,1 rebotes por partido. Acabó con el récord histórico de triples anotados de los Tigers, al conseguir 2,88 por partido, y segundo en asistencias en una carrera. En 1993 fue incluido en el tercer mejor quinteto de la Atlantic Coast Conference.

### Profesional
Fue elegido en la cuadragésimo séptima posición del Draft de la NBA de 1993 por San Antonio Spurs, donde en su cuarto partido conseguiría su primer y único doble-doble de la temporada, al lograr 10 puntos y 10 asistencias ante Phoenix Suns. A pesar de ese buen inicio, pasó dos temporadas como uno de los últimos hombres del banquillo tejano, a la sombra de Avery Johnson, Doc Rivers y Vinny Del Negro, que jugaban en la misma posición.
Fue despedido al término de la temporada 1994-95, y al no encontrar equipo, se marchó a jugar a la CBA, en los Rapid City Thrillers y los Florida Beach Dogs, hasta que en marzo de 1996 firmó un contrato de 10 días con los Washington Bullets, sin sospechar que acabaría jugando 6 temporadas más en el equipo capitalino.
En su primera temporada completa con los Bullets disputó los 82 partidos de la fase regular, como suplente de Rod Strickland, promediando 5,2 puntos y 2,2 asistencias. Al año siguiente el equipo cambió de nombre, pasando a denominarse los Wizards, jugando 5 temporadas más. En la temporada 2001-02 se convirtió en titular indiscutible, jugando su mejor campaña como profesional, promediando 10,2 puntos y 3,8 asistencias por partido.
Al año siguiente fue traspasado a Denver Nuggets a cambio de George McCloud y medio millón de dólares. Allí jugó 29 partidos, en los que promedió 9,6 puntos y 4,3 asistencias, pero a pesar de ello fue despedido en el mes de febrero, fichando dos días después por Orlando Magic por el resto de la temporada. Acabó su carrera regresando a Washington, donde jugaría una última temporada como profesional.

## Estadísticas de su carrera en la NBA

### Temporada regular
| Temporada | Edad | Equipo             | Liga | P   | TIT | MIN  | TC  | TCA | %TC  | 3P  | 3PA | %3P  | TL  | TLA | %TL   | R.OF. | R.DEF. | REB | ASIS | ROB | TAP | PER | FP  | PTS  |
| 1993-94   | 22   | San Antonio Spurs  | NBA  | 40  | 4   | 8.5  | 0.6 | 2.1 | .305 | 0.3 | 0.8 | .333 | 0.3 | 0.4 | .800  | 0.1   | 0.6    | 0.7 | 1.3  | 0.3 | 0.0 | 0.9 | 1.3 | 1.8  |
| 1994-95   | 23   | San Antonio Spurs  | NBA  | 25  | 0   | 7.2  | 0.6 | 1.9 | .298 | 0.1 | 0.8 | .158 | 0.4 | 0.4 | 1.000 | 0.2   | 0.4    | 0.5 | 1.1  | 0.2 | 0.0 | 0.7 | 1.4 | 1.7  |
| 1995-96   | 24   | Washington Bullets | NBA  | 21  | 0   | 16.0 | 2.1 | 4.7 | .455 | 0.9 | 2.1 | .432 | 2.0 | 2.1 | .932  | 0.1   | 1.5    | 1.6 | 2.4  | 0.9 | 0.0 | 1.1 | 2.2 | 7.1  |
| 1996-97   | 25   | Washington Bullets | NBA  | 82  | 1   | 13.6 | 1.7 | 4.0 | .421 | 0.7 | 2.0 | .356 | 1.1 | 1.4 | .832  | 0.2   | 1.1    | 1.3 | 2.2  | 0.6 | 0.0 | 0.8 | 1.2 | 5.2  |
| 1997-98   | 26   | Washington Wizards | NBA  | 82  | 6   | 13.1 | 1.5 | 4.3 | .355 | 0.6 | 2.1 | .308 | 1.4 | 1.6 | .915  | 0.2   | 1.2    | 1.4 | 2.4  | 0.4 | 0.1 | 0.8 | 1.3 | 5.1  |
| 1998-99   | 27   | Washington Wizards | NBA  | 39  | 1   | 11.3 | 1.6 | 4.0 | .410 | 0.8 | 2.4 | .337 | 0.7 | 0.8 | .871  | 0.2   | 1.0    | 1.2 | 1.8  | 0.5 | 0.1 | 0.9 | 1.3 | 4.8  |
| 1999-00   | 28   | Washington Wizards | NBA  | 82  | 15  | 19.8 | 2.6 | 6.4 | .417 | 1.2 | 3.1 | .376 | 1.4 | 1.6 | .848  | 0.2   | 1.4    | 1.6 | 3.8  | 0.7 | 0.1 | 1.3 | 2.0 | 7.8  |
| 2000-01   | 29   | Washington Wizards | NBA  | 59  | 31  | 26.0 | 3.1 | 8.0 | .387 | 1.6 | 4.2 | .375 | 1.7 | 1.9 | .894  | 0.2   | 1.6    | 1.8 | 4.2  | 0.9 | 0.1 | 1.7 | 2.5 | 9.5  |
| 2001-02   | 30   | Washington Wizards | NBA  | 82  | 81  | 26.5 | 3.3 | 8.0 | .418 | 1.6 | 3.9 | .406 | 1.9 | 2.1 | .880  | 0.1   | 1.7    | 1.9 | 3.8  | 0.9 | 0.1 | 1.0 | 2.2 | 10.2 |
| 2002-03   | 31   | TOTAL              | NBA  | 51  | 21  | 20.6 | 2.4 | 6.8 | .355 | 1.0 | 3.2 | .305 | 1.1 | 1.4 | .826  | 0.1   | 1.3    | 1.3 | 2.8  | 0.6 | 0.0 | 1.4 | 1.8 | 7.0  |
| 2002-03   | 31   | Denver Nuggets     | NBA  | 29  | 20  | 26.3 | 3.2 | 9.0 | .360 | 1.5 | 4.4 | .336 | 1.6 | 2.0 | .807  | 0.0   | 1.6    | 1.6 | 4.3  | 0.6 | 0.0 | 1.9 | 2.7 | 9.6  |
| 2002-03   | 31   | Orlando Magic      | NBA  | 22  | 1   | 13.2 | 1.4 | 4.0 | .341 | 0.3 | 1.6 | .194 | 0.5 | 0.5 | .917  | 0.1   | 0.9    | 1.0 | 1.0  | 0.5 | 0.0 | 0.7 | 0.7 | 3.5  |
| 2003-04   | 32   | Washington Wizards | NBA  | 16  | 5   | 11.6 | 1.1 | 2.8 | .378 | 0.5 | 1.1 | .444 | 0.3 | 0.3 | 1.000 | 0.2   | 0.8    | 0.9 | 0.9  | 0.4 | 0.1 | 0.4 | 0.4 | 2.9  |
| Total     |      |                    | NBA  | 579 | 165 | 17.4 | 2.1 | 5.4 | .395 | 1.0 | 2.6 | .361 | 1.3 | 1.4 | .875  | 0.2   | 1.2    | 1.4 | 2.8  | 0.6 | 0.1 | 1.1 | 1.7 | 6.5  |

### Playoffs
| Temporada | Edad | Equipo             | Liga | P  | MIN | TCA | TC | 3PA | 3P | TLA | TL | R.OF. | REB | ASIS | ROB | TAP | PER | FP | PTS | %TC  | %3P  | %FT   | MIN  | PTS | REB | AST |
| 1996-97   | 25   | Washington Bullets | NBA  | 3  | 20  | 2   | 5  | 2   | 4  | 1   | 1  | 0     | 2   | 2    | 0   | 0   | 5   | 1  | 7   | .400 | .500 | 1.000 | 6.7  | 2.3 | 0.7 | 0.7 |
| 2002-03   | 31   | Orlando Magic      | NBA  | 7  | 111 | 8   | 21 | 4   | 9  | 2   | 2  | 3     | 11  | 7    | 2   | 2   | 2   | 21 | 22  | .381 | .444 | 1.000 | 15.9 | 3.1 | 1.6 | 1.0 |
| Total     |      |                    | NBA  | 10 | 131 | 10  | 26 | 6   | 13 | 3   | 3  | 3     | 13  | 9    | 2   | 2   | 7   | 22 | 29  | .385 | .462 | 1.000 | 13.1 | 2.9 | 1.3 | 0.9 |